# Son Goten
Son Goten (孫悟天, Son Goten), également connu sous le nom de Sangoten, est un personnage de fiction créé par Akira Toriyama dans le manga Dragon Ball en 1984. Les Japonais ont élu Goten sixième personnage le plus populaire de la série Dragon Ball, dans un sondage effectué en 2004.

## Biographie fictive

### Contexte
Son Goten est le deuxième fils de Chi-Chi et de Son Goku. Il est ainsi le frère cadet de Son Gohan. Il est né à la fin de l'année de 767, environ neuf mois après la défaite de Cell. Son Goku décède pendant le Cell Game, sans savoir que Chi-Chi est enceinte. Son Goten ne rencontrera pas son père avant l'âge de sept ans. Il n'est pas autant encouragé que Son Gohan à s'investir à l'école, mais est plutôt formé aux arts martiaux par Chi-Chi. Les raisons ne sont jamais complètement expliquées, mais cela semble lié à la mort de Goku.
Son Goten se révèle très précoce puisqu'il parvient à se transformer en Super Saiyan alors qu'il n'est qu'un enfant. Quand Son Gohan demande comment sa transformation s'est produite, Goten dit qu'il apprenait les arts martiaux avec sa mère et qu'il s'est accidentellement transformé en Super Saiyan, celle-ci lui demandant alors de ne plus jamais se transformer. Cette facilité à se transformer fait l'objet de multiples controverses ; par comparaison, Son Goku ne devient Super Saiyan qu'à l'âge adulte. Son Goten connaît entre autres la technique du Kamé Hamé Ha que lui a appris Son Gohan.

### Premier entraînement, rencontre avec Son Goku et25eTenkaichi Budokai
Son Goten apparaît pour la première fois dans la série à l'âge de sept ans. Découvrant que son père, Goku, reviendra sur Terre pendant une journée pour participer au 25e tournoi mondial d'arts martiaux, il s'entraîne pour l’évènement avec Son Gohan, son frère aîné (les moins de 15 ans disposent désormais de leur propre Tenkaichi Budokai). Une partie de l'entraînement consiste à jeter des pierres sur Son Gohan. Celui-ci peut à peine esquiver, même en tant que Super Saiyan, ce qui illustre la puissance de Goten. Au cours de cette formation, on découvre que si Son Goten parvient déjà à se transformer en Super Saiyan, il est incapable de voler. Cela ne manque pas d'étonner Gohan : comme il le dit, c'est pour lui aussi paradoxal que d'« apprendre à courir avant d'apprendre à ramper ».
Gohan entraîne Goten au combat et à la fuite, avec Videl.
Son Goten rencontre son père Goku pour la première fois au tournoi. Goku est frappé par leur ressemblance, comme il le dit à son fils. Dans le manga, Goten est plutôt timide lors de la première rencontre avec son père, alors que dans l'anime il l'embrasse rapidement et ils jouent un peu pendant un moment.
Goten participe ensuite à la division junior. Avant le début de son combat, l’arbitre du tournoi remarque lui aussi la ressemblance entre Son Goten et Son Goku quand il était jeune. Son Goten et Trunks font l'objet de brimades de la part des autres participant de la division junior, tels que Idasa et Ikose. Ces derniers sont cependant battus au combat : Son Goten, qui affronte Ikose, bloque toutes les attaques de son adversaire avec son doigt, puis l'assomme d'un coup de poing à la mâchoire.
Son Goten et son meilleur ami Trunks sont tous deux finalistes. Les deux puissants et jeunes guerriers Saiyan appliquent des règles limitant leurs pouvoirs pendant le combat, s'interdisant de se transformer en Super Saiyan. C'est Son Goten qui perd la finale et Trunks est le vainqueur du tournoi junior du 25e Tenkaichi Budokai.
Cependant, les deux garçons sont avides de nouveaux combats et veulent concourir aussi dans la Division des Adultes. Ils volent un costume et, sous le nom de Mighty Mask (Guerrier masqué), ils prennent part à la compétition. Ils n'ont pas la moindre idée de l'identité de Mighty Mask, dont ils pensaient d'abord qu'il s'appelait Spopovich. Ils finissent par se battre contre C-18, qui se révèle une adversaire bien plus forte que prévu. Ils n'ont d'autre choix que de se transformer en Super Saiyans. Cependant le combat les met en difficulté, les obligeant à échanger leurs places dans le costume pendant l'affrontement. C-18 les reconnaît rapidement et utilise un Kienzan pour couper le costume en deux. Démasqués, les deux garçons sont disqualifiés du tournoi, car les équipes y sont interdites. Ils prennent la fuite.
Ils sont informés par Videl que Son Gohan et les autres poursuivent un sorcier maléfique nommé Babidi qui tente de réveiller son monstre nommé Majin Buu.

### Fusion et bataille décisive contre Boo
Goten et Trunks s'envolent vers le vaisseau spatial de Babidi et, à leur arrivée, constatent que Piccolo et Krilin ont été transformés en pierre par Dabra. Trunks brise accidentellement la statue de Piccolo et craint de l'avoir tué. Cependant, lorsque Dabra est tué par Boo, Piccolo et Krilin redeviennent normaux et Piccolo se régénère.
Lorsque Végéta combat Boo, il se retrouve en mauvaise posture. Goten et Trunks le sauvent et tentent de se battre à ses côtés, mais Végéta les assomme car il sait que Boo est trop fort et qu'ils ne pourront pas le vaincre. Une fois les deux enfants écartés du combat, Végéta se fait exploser : il meurt et espère achever en même temps Boo. C'est un échec : Boo a la capacité de se régénérer. Goten est amené au Temple de Dieu, où il est à l'abri de Boo parti à l'assaut du monde.
Babidi, par message télépathique, annonce à tous que Piccolo, Trunks et Goten doivent être retrouvés : le premier car il s'en est pris à Babidi, les deux garçons pour leur ingérence dans le combat entre Boo et Vegeta. Alors que les garçons veulent aller combattre, Goku les arrête. Il leur annonce que Végéta et Gohan sont morts. Les garçons pleurent et Goten, en colère, reproche à son père d'être responsable de la mort de Gohan (en réalité, ce dernier est bien en vie, mais Goten l'ignore). Goten se laisse néanmoins convaincre par son père, qui souhaite l'entraîner, ainsi que Trunks, pour qu'ils deviennent plus forts et puissent vaincre Boo – et ainsi venger leurs morts. Goku, qui n'a plus beaucoup de temps avant de retourner dans le monde des morts, leur enseigne la technique de la fusion.
Lorsque Babidi annonce qu'il se rend à West City, il leur faut agir : cette ville est non seulement la ville natale de Bulma, mais aussi le siège de Capsule Corp. Trunks se précipite vers la Capsule Corporation pour obtenir le Dragon radar, tandis que Goku intercepte Babidi et Boo pour faire gagner du temps à Trunks. Lors du combat, Goku se transforme du Super Saiyan 3, et la puissance de cette transformation impressionne fortement Trunks.
Après avoir enseigné la technique de fusion aux garçons, Goku leur apprend comme se transformer en Super Saiyan 3. Goku doit ensuite partir : Baba la voyante l'informe qu'il doit quitter la terre, même si les 24 heures ne sont pas écoulées, car la transformation en Super Saiyan 3 a raccourci le temps dont il disposait. Goku confie la responsabilité des enfants à Piccolo, il enlace une dernière fois Goten, qui lui promet de prendre soin de sa mère, puis retourne dans l'autre monde.
Goten et Trunks tentent de fusionner. Les deux premières fois, ils échouent : comme la danse de la fusion demande en effet une grande précision de geste et une coordination parfaite, la moindre erreur produit un résultat décevant. Ainsi, la première fusion crée un homme chétif et la seconde un homme obèse. De plus, il est nécessaire d'attendre trente minutes pour que l'effet de la fusion cesse : chaque échec est une perte de temps.
Finalement, Goten et Trunks parviennent à exécuter correctement la danse : de leur fusion naît un combattant nommé Gotenks.
Après deux jours, Goten et Trunks sont prêts à se battre contre Boo. Celui-ci a non seulement éliminé les habitants de la Terre, mais il a aussi transformé Chi-Chi en œuf puis l'a l’écrasée. Goten est furieux et s'entraîne d'autant plus intensément, quoique Piccolo l'ait rassuré en lui disant que tout le monde serait ramené à la vie grâce aux Dragon Balls.
Gotenks combat à deux reprises Boo, mais à chaque fois la victoire lui échappe. Boo finit par absorber Gotenks et Piccolo, ainsi que Gohan revenu de la planète Kaishin pour aider les garçons. Ce sont finalement Goku et le défunt Végéta, fusionnés en un guerrier nommé Vegeto, qui extraient Goten, Trunks, Piccolo et Gohan de Boo.
Cependant, Goten et les autres meurent, désintégrés en même temps que la Terre par la boule de feu de Boo. Ils sont ensuite ressuscités, comme toutes les victimes de Boo, par les Dragon Balls de la planète Namek
Goten retrouve Goku, avec tous les autres, une fois que celui-ci a tué Boo avec le genkidama. Il voit ses parents réunis s'embrasser, après que Goku a annoncé à Chi-Chi vouloir désormais vivre avec elle et leurs enfants, puisqu'il a été ramené à la vie par Old Kai.

## Dans d'autres médias
Dans les films de Dragon Ball Z, Son Goten affronte Broly avec Trunks à deux reprises.
En grandissant (dans Dragon Ball GT), Son Goten devient un « coureur de jupons » et cesse de s’entraîner.
Dans Dragon Ball Heroes, il existe un Son Goten du futur.

## Œuvres où le personnage apparaît

### Manga
- 1984 : Dragon Ball

### Séries
- 1989 : Dragon Ball Z
- 1996 : Dragon Ball GT
- 2009 : Dragon Ball Z Kai
- 2015 : Dragon Ball Super

### Films
- 1994 : Dragon Ball Z : Rivaux dangereux
- 1994 : Dragon Ball Z : Attaque Super Warrior !
- 1995 : Dragon Ball Z : Fusions
- 1995 : Dragon Ball Z : L’Attaque du dragon
- 2013 : Dragon Ball Z: Battle of Gods
- 2018 : Dragon Ball Super: Broly
- 2022 : Dragon Ball Super: Super Hero

### OAV
- 2008 : Dragon Ball : Salut ! Son Gokû et ses amis sont de retour !!